# مهره دکل

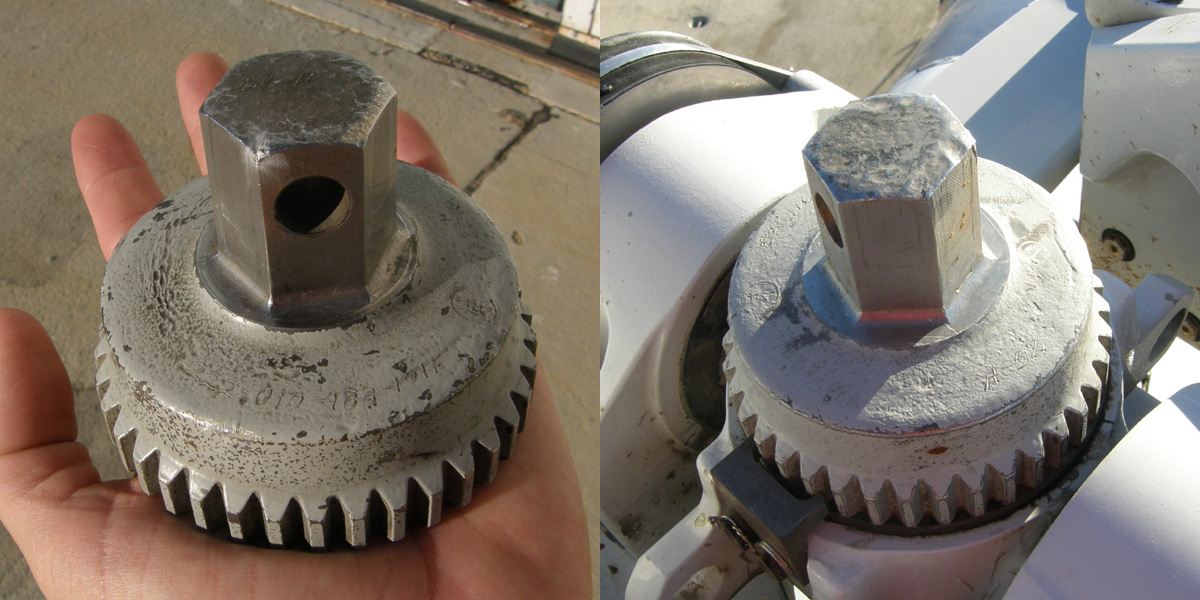
مهره دکل بالگرد

مهرهٔ دَکَل (به انگلیسی: Mast nut) که با نام «مهره نگهدارنده پروانه اصلی» (به انگلیسی: main rotor retaining nut) نیز شناخته می‌شود، یک مهره است که پروانه اصلی را بر روی دکل بالگرد نگه‌می‌دارد. در صورتی که در هنگام پرواز، این مهره دچار مشکل شود، پروانه از بالگرد جدا خواهد شد. این مهره در بالگرد بسیار حیاتی است و خراب شدن آن بدون شک به سقوط بالگرد می‌انجامد. از این رو در ایالات متحده آمریکا و در خلال جنگ ویتنام به مهرهٔ دکل، لقب «مهره مسیح» را داده‌اند. زیرا در صورت خراب شدن مهره، هیچ چاره‌ای بجز دعا به درگاه عیسی مسیح باقی نمی‌ماند.

## حادثه
خراب شدن مهره دکل با سقوط بالگرد برابر است؛ پیش از آغاز هر پرواز، مهندسان باید مهره دکل را ارزیابی و آزمایش کنند و مطمئن شوند که مهره ایراد نداشته نباشد. در سال ۲۰۰۰ میلادی یک مهره دکل از روی بالگرد باز شد تا از نو رنگ‌آمیزی شود ولی بخوبی بر جای خود محکم نشد و بالگرد دو دقیقه پس از بلند شدن از زمین سقوط کرد و هر دو خلبان آن کشته شدند. برخی از بالگردهای نوین از پروانهٔ پیشرفته‌ای برخوردارند که دارای مهره دکل نیست.